# Pieve di San Leolino (Londa)
La pieve di San Leolino si trova nel comune di Londa.

## Descrizione
La piccola pieve di San Leolino in Montanis è posta a poca distanza dai ruderi, ancora imponenti, del castello che fu dei conti Guidi; secondo la tradizione sorge sul luogo ove nel IV secolo fu martirizzato san Leolino. La chiesa è ricordata nel privilegio pontificio del 1103 in favore del vescovo di Fiesole.
L'edificio, a una navata con copertura lignea e tre absidi, ripropone in versione semplificata lo schema architettonico della vicina pieve di Castiglione.
Esternamente la chiesa presenta le caratteristiche degli edifici delle aree appenniniche, in particolare il trattamento rozzo delle murature e il rivestimento delle calotte esterne delle absidi con scandole di pietra.